# Axel Witsel
Axel Laurent Angel Lambert Witsel (Liège, 12 de janeiro de 1989) é um futebolista belga que atua como meio-campista e zagueiro. Atualmente joga no Girona.

## Carreira

### Standard Liège
Axel Witsel começou sua carreira no centro de treinos do Standard Liège, onde chegou com 9 anos de idade, a partir de Vise RCS.
Foi rapidamente visto como uma grande esperança do futebol belga. Tem um estilo leve e fluido, se destacando pela boa qualidade de passe e poder de marcação.
Aos 15 anos de idade, era cobiçado pelo Real Madrid, Arsenal e Feyenoord, mas permaneceu fiél ao Standard Liège.
Ele participou no Campeonato Europeu de Esperanças 2007 na Holanda pela Bélgica na equipe de menores de 21 anos.
Em 20 de Abril de 2008, fez parte do núcleo de jogadores que executou a façanha de conquistar o título para o Standard Liège, 25 anos após o último, contra o rival RSC Anderlecht.
No início da temporada 2008/2009, ele produziu grandes performances pelo Standard Liège em jogos contra o Liverpool, Everton e Sevilha na Liga Europa, e com a equipa nacional belga contra a Estônia e Espanha.
Em novembro de 2008, Eric Gerets, treinador do Olympique de Marselha, manifestou interesse em Witsel, seguindo-se uma longa lista de clubes como Manchester City, Arsenal, Manchester United ou Inter de Milão. O jornal britânico The Telegraph anuncia que Chelsea e Manchester ofereceram 15 milhões de Libras ao Standard Liege pelos seus serviços, o mesmo valor para Marouane Fellaini.
Ele foi eleito Chuteira de Ouro da Bélgica 2008 em 21 de Janeiro de 2009 à frente do companheiro de equipe, Milan Jovanović e de Marouane Fellaini.
No domingo, 30 agosto de 2009, durante a partida entre Anderlecht e Standard Liege, ele comete uma falta sobre o defensor polonês Marcin Wasilewski, causando uma dupla fratura da tíbia e fíbula direita. Axel Witsel reconheceu sua culpa, mas negou querer magoar o adversário. Witsel recebera cartão vermelho e, por essa falta, vê-se suspenso por oito jogos no campeonato.

### Benfica
Em 13 de julho de 2011, assinou pelo Benfica, contrato que dura cinco temporadas. O clube português pagou pela sua transferência 8 milhões euros. Witsel irá receber um salário de 1 milhão e 200 mil euros por ano.
O seu primeiro jogo oficial pelo Benfica como titular aconteceu na Turquia frente ao Trabzonspor a quando o Benfica jogava a 3ª pré- eliminatória da Liga dos Campeões que acabou empatado em 1-1. Fez um grande jogo, ajudando nas missões tanto defensivas como ofensivas, tendo mesmo mandado uma bola à barra. Foi na segunda partida do jogo do playoff de acesso à Liga dos Campeões (contra o Twente) no Estádio da Luz que marcou o seu primeiro gol pelo Benfica, abrindo o marcador. Alguns minutos depois, ele próprio fez o 3-0 quando seguia isolado para a baliza a passe de Luisão. O Benfica ganhou o jogo por 3-1 e eliminou o Twente. Neste momento Witsel é o jogador mais cobiçado e valioso do futebol Português, com propostas do Real Madrid e Barcelona. No dia 27 de Julho o Benfica recusou uma proposta no valor dos 35 milhões por Axel Witsel proveniente do Inter de Milão. Em 2 de Setembro de 2012, realiza a sua última exibição pelo Benfica frente ao Nacional da Madeira. Participou discretamente na partida, porém contribuiu para a vitória por 3-0.

### Zenit Saint Petersburg
Em 3 de setembro de 2012 foi contratado pelo Zenit por €40 milhões, com um contrato de 5 anos. Debutou na Premier League Russa em 14 de setembro, substituindo Konstantin Zyryanov, aos 25 minutos do 2º tempo na derrota por 2-0 para o Terek Grozny. Marcou seus primeiros gols pelo clube em 30 de novembro quando o Zenit venceu o Spartak Moscow por 4-2. Witsel marcou um dos gols da vitória por 3-0 contra o Terek Grozny em 30 de março de 2013.
Na primeira partida do clube russo na fase de grupos da UEFA Champions League em 16 de setembro de 2014, Witsel marcou o 2º gol na vitória fora de casa (2-0) contra seu ex-clube, o Benfica. Após terminar em terceiro, acabou parando na fase de mata-mata da UEFA Europa League e na 1ª partida contra o Torino marcou seu gol por rebote e decretando a vitória russa pro 2-0. Marcou ainda um gol contra o Arsenal Tula na liga russa e jogou os 90 minutos do empate em 1-1 contra o FC Ula, assegurando a taça.

### Tianjin Quanjian
Em 3 de janeiro de 2017, o clube russo anunciou a transferência do atleta belga para o clube chinês. No dia 4 de março estreou na derrota por 2-0 contra o Guangzhou R&F. Uma semana depois, marcou seu primeiro tento pelo clube chinês contra o Shangai Greenland Shenhua.

### Borussia Dortmund
No dia 6 Agosto de 2018, o Borussia Dortmund anunciou sua contratação por 20 milhões de Euros. O jogador assinou um contrato válido por 4 temporadas. Após quatro temporadas, o Borussia Dortmund confirmou sua saída em maio de 2022.
Em sua última temporada na Alemanha Witsel fez de 41 jogos, sendo 31 deles como titular.

### Atlético de Madrid
Em 6 de julho de 2022 Witsel foi contratado por uma temporada pelo Atlético de Madrid.

## Seleção Belga
Em março de 2008, ele foi selecionado pela primeira vez para a Seleção Belga durante o amistoso contra Marrocos com 18 anos, nesse mesmo jogo marcou também o seu primeiro gol, poucos minutos depois de entrar em campo. Em 25 de março de 2011, jogo a contar para a qualificação para o Euro 2012, marcou duas vezes (aos 6 e 50 minutos) e colocou o seu país na corrida para se qualificar para o que poderia ser a primeira competição internacional desempenhada pela Bélgica nos últimos 10 anos. Mas a 3 de junho de 2011, por falhar um pênalti durante o duelo contra a Turquia, a Bélgica acabou em terceiro lugar do grupo e eliminada. Fez parte do elenco da Seleção Belga de Futebol da Eurocopa de 2016.
Foi uma das principais peças do elenco que conseguiu a terceira colocação na Copa do Mundo de 2018.

## Títulos
Standard de Liège
- Campeonato Belga: 2007–08 e 2008–09
- Copa da Bélgica: 2010–11
- Supercopa da Bélgica: 2008 e 2009

Benfica
- Taça da Liga: 2011–12

Zenit
- Campeonato Russo: 2014–15
- Copa da Russia: 2015–16
- Supercopa da Rússia: 2016

Borussia Dortmund
- Supercopa da Alemanha: 2019
- Copa da Alemanha: 2020–21